# Grand Hyatt Jakarta
Le Grand Hyatt Jakarta est un gratte-ciel de 122 mètres de hauteur construit de 1987 à 1991 à Jakarta en Indonésie. Il abrite un hôtel de la société Hyatt sur 30 étages avec 465 chambres et un espace de réunion de 2 000 m2.
Il fait partie du complexe Plaza Indonesia qui comprend deux autres gratte-ciel, le Keraton at The Plaza et The Plaza Tower. 
Les architectes sont l'agence australienne Denton Corker Marshall Pty Ltd et l'agence américaine 
Hellmuth, Obata & Kassabaum